# Сен-Марселлен-ле-Везон
Сен-Марселлен-ле-Везон (фр. Saint-Marcellin-lès-Vaison) — коммуна во французском департаменте Воклюз региона Прованс — Альпы — Лазурный Берег. Относится к кантону Везон-ла-Ромен.

## Географическое положение
Сен-Марселлен-ле-Везон расположен в 39 км к северо-востоку от Авиньона. Соседние коммуны: Сен-Ромен-ан-Вьеннуа и Пюимера на севере, Фокон на северо-востоке, Моллан-сюр-Увез на востоке, Антрешо на юго-востоке, Кресте на юге, Сегюре и Сабле на юго-западе, Роэ и Везон-ла-Ромен на северо-западе.

### Гидрография
На северо-западе коммуны протекает Лозон, приток Увеза. Увез же пересекает юго-западную часть коммуны.

## Демография
Население коммуны на 2010 год составляло 340 человек.
| 1962 | 1968 | 1975 | 1982 | 1990 | 1999 | 2010 |
| ---- | ---- | ---- | ---- | ---- | ---- | ---- |
| 102  | 109  | 146  | 196  | 271  | 284  | 340  |

## Достопримечательности
- Замок де Толиньян.
- Часовня Сент-Марселлен.